# Opisthopsis rufithorax
Opisthopsis rufithorax is een mierensoort uit de onderfamilie van de schubmieren (Formicinae). De wetenschappelijke naam van de soort is voor het eerst geldig gepubliceerd in 1895 door Carlo Emery.
De soort komt voor in Queensland, Australië. De naam verwijst naar de rode (rufi-) kleur van het borststuk (thorax) en een gedeelte van het achterlijf.